# 60406 Albertosuci
60406 Albertosuci è un asteroide della fascia principale. Scoperto nel 2000, presenta un'orbita caratterizzata da un semiasse maggiore pari a 2,2565531 UA e da un'eccentricità di 0,1399455, inclinata di 4,15326° rispetto all'eclittica.